# Phthersigena minor
Phthersigena minor är en bönsyrseart som beskrevs av Sjöstedt 1918. Phthersigena minor ingår i släktet Phthersigena och familjen Amorphoscelidae. Inga underarter finns listade i Catalogue of Life.